# Cyllopoda bipuncta
Cyllopoda bipuncta är en fjärilsart som beskrevs av W. Warren 1906. Cyllopoda bipuncta ingår i släktet Cyllopoda och familjen mätare. Inga underarter finns listade i Catalogue of Life.